# Betasyrphus nipponensis
Betasyrphus nipponensis är en tvåvingeart som först beskrevs av Tokuichi Shiraki och Edashige 1964.  Betasyrphus nipponensis ingår i släktet Betasyrphus och familjen blomflugor. Inga underarter finns listade i Catalogue of Life.